# Hemileius laticlava
Hemileius laticlava är en kvalsterart som beskrevs av Pérez-Íñigo och Baggio 1991. Hemileius laticlava ingår i släktet Hemileius och familjen Hemileiidae. Inga underarter finns listade i Catalogue of Life.